# USS Zumwalt
USS Zumwalt (DDG-1000) er den første destroyer af Zumwalt-klassen i United States Navy. Hun er navngivet efter den amerikanske admiral Elmo Zumwalt.
Skibet er udstyret med stealth-teknologi og er verdens største destroyer. Den 7. december 2015 stævnede hun ud på sin jomfrusejlads fra værftet Bath Iron Works i Maine. Skibet forventes leveret til flåden i løbet af 2016 efter veloverståede testsejladser.